# Högakustenbroen
Högakustenbroen er en hængebro over Ångermanälven mellem Kramfors og Härnösands kommuner, i Ådalen i Sverige.  Den ligger nær Ångermanälvens munding og kystområdet Höga kusten. 
Broen har et frit spænd på 1.210 meter og er 17,8 meter bred. Gennemsejlingshøjden er 40 meter og hele broens længde er 1.867 meter. Pylonerne er 182 meter høje. Pylonerne på 182 meter var Sveriges højeste bygningsværk (Tv-master undtaget) frem til at man byggede Øresundsbroen.
62°47′55.04″N 17°56′22.09″Ø / 62.7986222°N 17.9394694°Ø